# Dolichlasium
Dolichlasium  es un género  de plantas con flores en la familia de las Asteraceae. Su única especie es:  Dolichlasium lagascae es originaria de Argentina donde es endémica de cerca de la Mina del Rosario en Uspallata.

## Taxonomía
Dolichlasium lagascae fue descrita por David Don y publicado en Philosophical magazine, or annals of chemistry, ... 11: 389. 1832.
Sinonimia
- Dolichlasium glanduliferum Lag. ex Hook. & Arn.
- Trixis glandulifera Benth. & Hook.f. ex Hieron.[4]